# Coupe des nations de rugby à XV 2018
 (juin 2018).
Si vous disposez d'ouvrages ou d'articles de référence ou si vous connaissez des sites web de qualité traitant du thème abordé ici, merci de compléter l'article en donnant les références utiles à sa vérifiabilité et en les liant à la section « Notes et références ».
Navigation
World Rugby Nations Cup 2017 World Rugby Nations Cup 2019
La Coupe des nations de rugby à XV 2018, ou World Rugby Nations Cup 2018, a été organisée en Uruguay du 2 au 10 juin 2018, à Montevideo et Las Piedras. Pour la première fois, elle prend la forme d'une poule unique où les quatre équipes se rencontrent une fois.
Les équipes participantes sont l'équipe réserve d'Argentine (Argentine XV), l'équipe « espoirs » de l'Italie, l'équipe réserve des Fidji (Fiji Warriors) et l'équipe nationale d'Uruguay.

## Classement
| Rang | Équipe        | J | V | N | D | Em | Ee | Bo | Bd | Pm  | Pe  | Diff | Pts |
| ---- | ------------- | - | - | - | - | -- | -- | -- | -- | --- | --- | ---- | --- |
| 1    | Uruguay       | 3 | 3 | 0 | 0 | 7  | 6  | 0  | 0  | 78  | 49  | +29  | 12  |
| 2    | Argentine XV  | 3 | 2 | 0 | 1 | 16 | 5  | 1  | 1  | 114 | 49  | +65  | 10  |
| 3    | Italie A (en) | 3 | 1 | 0 | 2 | 8  | 9  | 1  | 1  | 56  | 69  | -13  | 6   |
| 4    | Fidji         | 3 | 0 | 0 | 3 | 6  | 17 | 0  | 1  | 52  | 133 | -81  | 1   |

## Détail des résultats

### 1rejournée
| 2 juin | Argentine XV                                                                                          | 19 - 8 (5 - 3) | Italie Espoirs                                                                                              | Carasco Polo Club, Montevideo 250 spectateurs |
| 2 juin | Essai(s) : Cordero (12'), Del Prete (73'), Portillo (80') Transformation(s) : Diaz Bonilla (74', 81') |                | Essai(s) : Bruno (59') Pénalité(s) : Menniti Ippolito (15') Carton(s) jaune(s) : Luus (23'), Conforti (79') | Carasco Polo Club, Montevideo 250 spectateurs |
| 2 juin | |                | | Carasco Polo Club, Montevideo 250 spectateurs |

| Titulaires · Arias 15 · Cordero 14 · Moroni 13 · 50e Videla 12 · 62e Resino 11 · Granella 10 · 69e Cubelli 9 · Portillo 8 · Bavaro 7 · 50e Macome 6 · Larrague 5 · Gutierrez 4 · 77e Favre 3 · 61e Fortuny 2 · 62e Brarda 1 · Remplaçants · 61e Baldunciel 16 · 62e Solveyra 17 · 77e Ciccioli 18 · Molina 19 · 50e Bruni 20 · 69e Del Prete 21 · 50e Diaz Bonilla 22 · 62e Montero 23 · Entraîneur · |  | Titulaires · 15 Cioffi · 14 Bronzini 27e 34e 77e · 13 Zanon · 12 Gabbianelli · 11 Bruno · 10 Menniti Ippolito · 9 Trussardi 77e · 8 Trotta · 7 Conforti · 6 Pettinelli 77e · 5 Ortis · 4 D'Onofrio 49e · 3 Iacob 54e · 2 Luus 40e · 1 Brugnara 49e · Remplaçants · 16 Broglia 27e 34e 40e · 17 Zago 49e · 18 Rossetto 54e · 19 Fragnito 49e · 20 Cornelli 77e · 21 Parisotto 77e · 22 Azzolini · 23 Balocchi 77e · Entraîneur · |

| 2 juin | Fidji Warriors                                                                     | 10 - 29 (10 - 10) | Uruguay | Carasco Polo Club, Montevideo 500 spectateurs |
| 2 juin | Essai(s) : Tikotani (2') Transformation(s) : Tikotani Pénalité(s) : Tikotani (10') |                   | Essai(s) : Vilaseca (5', 81') Transformation(s) : Berchesi (5', 81') Pénalité(s) : Berchesi (13', 49', 57', 59', 65') | Carasco Polo Club, Montevideo 500 spectateurs |
| 2 juin |                                                                                    |                   | | Carasco Polo Club, Montevideo 500 spectateurs |

| Titulaires · 53e Tabulawaki 15 · Daveta 14 · Tovilevu 13 · Vasiteri 12 · Atunaisa 11 · Malele 10 · Gavidi 9 · Raidre 8 · 47e Takubu 7 · Mayanavanua 6 · Saqiwa 5 · Seru 4 · 57e Ducivaki 3 · 60e Dolokoto 2 · 72e Veitayaki 1 · Remplaçants · 60e Naureure 16 · 72e Cakobau 17 · 57e Tagi 18 · 53e Dawai 19 · 47e Mudu 20 · 60e Ratu 21 · 53e Manu 22 · 66e Erenavula 23 · Entraîneur · |  | Titulaires · 15 Silva 55e · 14 Leivas 79e · 13 Prada · 12 Vilaseca · 11 Freitas · 10 Berchesi · 9 Arata 54e · 8 Nieto 61e · 7 Segredo · 6 Gaminara · 5 Leindekar 78e · 4 Dotti · 3 Echeverria 78e · 2 Kessler 70e · 1 Sanguinetti 70e · Remplaçants · 16 Pombo 70e · 17 Benitez 70e · 18 Inciarte 78e · 19 Magno 78e · 20 Diana 61e · 21 Ormaechea 54e · 22 Mieres 55e · 23 Blengio 79e · Entraîneur · |

### 2ejournée
| 6 juin | Argentine XV | 75 - 15 (26 - 10) | Fidji Warriors | Crasco Polo Club, Montevideo |
| 6 juin | Essai(s) : Moroni (2'), Solveyra (6'), Montero (17'), Baldunciel (30'), Del Prete (42'), Diaz Bonilla (49'), Mensa (56', 78'), Jorge (64'), Bruni (67'), Diaz Bonilla (68'), Cordero (81') Transformation(s) : Diaz Bonilla (10) |                   | Essai(s) : Daveta (12'), Tuivuaka (76') Transformation(s) : Tikotani Pénalité(s) : Tikotani (36') Carton(s) jaune(s) : Mudu (30'), Veitayaki (54') | Crasco Polo Club, Montevideo |
| 6 juin | |                   | | Crasco Polo Club, Montevideo |

| Titulaires · 64e Jorge 15 · Cordero 14 · 61e Moroni 13 · Mensa 12 · Montero 11 · Diaz Bonilla 10 · 51e Del Prete 9 · Portillo 8 · Bruni 7 · 61e (c) Leguizamón 6 · 51e Molina 5 · Ureta 4 · 69e Ciccioli 3 · 69e Baldunciel 2 · 69e Solveyra 1 · Remplaçants · 69e Fortuny 16 · 69e Brarda 17 · 69e Maceiras 18 · 51e Gutierrez 19 · 61e Bavaro 20 · 51e Cubelli 21 · 64e Granella 22 · 61e Resino 23 · Entraîneur · |  | Titulaires · 15 Tabulawaki · 14 Atunaisa · 13 Vasiteri · 12 Daveta · 11 Erenavula 64e · 10 Malele · 9 Gavidi · 8 Takubu 54e · 7 Mudu · 6 Navori · 5 Mayanavanua · 4 Saqiwa 57e · 3 Ducivaki 72e · 2 Dolokoto (c) 51e · 1 Veitayaki 72e · Remplaçants · 16 Cakobau · 17 Sauvoli 54e 64e 72e · 18 Tagi 72e · 19 Dawai 64e · 20 Seru · 21 Ratu 50e · 22 Varo 64e · 23 Tovilevu 72e · Entraîneur · |

| 6 juin | Italie Espoirs                                                                                        | 19 - 23 (12 - 10) | Uruguay | Carrasco Polo Club, Montevideo 800 spectateurs |
| 6 juin | Essai(s) : Trotta (13'), Conforti (39'), de pénalité (81') Transformation(s) : Menniti Ippolito (40') |                   | Essai(s) : Favaro (21'), Prada (27'), Vilaseca (53') Transformation(s) : Ormaechea (54') Pénalité(s) : Berchesi (57', 74') Carton(s) jaune(s) : Benitez (80'), Freitas (81') | Carrasco Polo Club, Montevideo 800 spectateurs |
| 6 juin | |                   | | Carrasco Polo Club, Montevideo 800 spectateurs |

| Titulaires · Cioffi 15 · Bronzini 14 · Zanon 13 · 60e Gabbianelli 12 · Bruno 11 · 56e Menniti Ippolito 10 · 54e Parisotto 9 · Trotta 8 · (c) Conforti 7 · 73e Pettinelli 6 · Ortis 5 · 54e D'Onofrio 4 · 58e Iacob 3 · 65e Broglia 2 · 52e Brugnara 1 · Remplaçants · 65e Luus 16 · 52e Zago 17 · 58e Vannozzi 18 · 54e Fragnito 19 · 73e Vian 20 · 54e Trussardi 21 · 56e Azzolini 22 · 60e Capraro 23 · Entraîneur · |  | Titulaires · 15 Mieres · 14 Leivas · 13 Prada 54e · 12 Vilaseca · 11 Favaro · 10 Silva 40e · 9 Ormaechea 54e · 8 Nieto 54e · 7 Ormaechea · 6 Gaminara (c) · 5 Ayala 56e · 4 Dotti · 3 Echeverria 60e · 2 Pombo 45e · 1 Sanguinetti 60e · Remplaçants · 16 Kessler 45e · 17 Benitez 54e · 18 Inciarte 54e · 19 Magno 56e · 20 Diana 54e · 21 Arata 54e · 22 Berchesi 40e · 23 Freitas 54e · Entraîneur |

### 3ejournée
| 10 juin | Italie Espoirs | 29 - 27 (10 - 20) | Fidji Warriors | Estadio Parque Artigas Club Atlético Juventud, Las Piedras 500 spectateurs |
| 10 juin | Essai(s) : Zanon (17'), de pénalité (53'), Fraghito (61'), Cioffi (72') Transformation(s) : Azzolini (17'), Cioffi (72') Pénalité(s) : Cioffi (36') |                   | Essai(s) : Tuivuaka (27'), Narumasa (38') Transformation(s) : Varo (27', 38'), Tuivuaka (75') Pénalité(s) : Varo (3) Carton(s) jaune(s) : Saqiwa (51'), Tuivuaka (77') Carton(s) rouge(s) : Camaitovu (33'), Tikotani (45') | Estadio Parque Artigas Club Atlético Juventud, Las Piedras 500 spectateurs |
| 10 juin | |                   | | Estadio Parque Artigas Club Atlético Juventud, Las Piedras 500 spectateurs |

| Titulaires · Cioffi 15 · 40e Balocchi 14 · Bronzini 13 · 63e Zanon 12 · 70e Bruno 11 · Azzolini 10 · Trussardi 9 · 47e Cornelli 8 · (c) Conforti 7 · Pettinelli 6 · Ortis 5 · 47e D'Onofrio 4 · 40e Vannozzi 3 · 40e Broglia 2 · 49e Zago 1 · Remplaçants · 40e Luus 16 · 49e Borean 17 · 40e Rossetto 18 · 47e Fragnito 19 · 47e Trotta 20 · 70e Gabbianelli 21 · 63e Dal Zilio 22 · 40e Capraro 23 · Entraîneur · |  | Titulaires · 15 Malele · 14 Atunaisa · 13 Daveta · 12 Vasiteri · 11 Vota 74e · 10 Varo · 9 Ratu · 8 Raidre 74e · 7 Seru · 6 Navori · 5 Mayanavanua 74e · 4 Saqiwa · 3 Ducivaki · 2 Naureure · 1 Veitayaki (c) 49e · Remplaçants · 16 Dolokoto · 17 Qolisese 49e · 18 Tagi · 19 Dawai 74e · 20 Takubu 74e · 21 Gavidi · 22 Tovilevu · 23 Tabulawaki 74e · Entraîneur · |

| 10 juin | Argentine XV | 20 - 26 (10 - 6) | Uruguay | Estadio Parque Artigas Club Atlético Juventud, Las Piedras 1 500 spectateurs |
| 10 juin | Essai(s) : de pénalité (37'), Favre (44') Transformation(s) : Diaz Bonilla Pénalité(s) : Diaz Bonilla (25', 75') Carton(s) jaune(s) : Diaz Bonilla (58'), Baldunciel (60') |                  | Essai(s) : Leivas (61'), Diana (69') Transformation(s) : Berchesi (2) Pénalité(s) : Berchesi (12', 30', 53', 78') Carton(s) jaune(s) : Echeverria (33') | Estadio Parque Artigas Club Atlético Juventud, Las Piedras 1 500 spectateurs |
| 10 juin | |                  | | Estadio Parque Artigas Club Atlético Juventud, Las Piedras 1 500 spectateurs |

| Titulaires · Arias 15 · 76e Moroni 14 · Resino 13 · Mensa 12 · Montero 11 · 76e Diaz Bonilla 10 · Cubelli 9 · Bruni 8 · (c) Bavaro 7 · 62e Leguizamón 6 · Larrague 5 · Ureta 4 · 57e Favre 3 · 72e Baldunciel 2 · 54e Solveyra 1 · Remplaçants · 72e Fortuny 16 · 54e Brarda 17 · 57e Ciccioli 18 · Gutierrez 19 · 62e Macome 20 · Del Prete 21 · 76e Granella 22 · 76e Jorge 23 · Entraîneur · |  | Titulaires · 15 Mieres · 14 Leivas · 13 Prada · 12 Vilaseca · 11 Freitas · 10 Berchesi · 9 Ormaechea 52e · 8 Nieto 52e · 7 Segredo 35e 45e 63e · 6 Gaminara (c) · 5 Leindekar 71e · 4 Dotti · 3 Echeverria 71e · 2 Kessler 58e · 1 Sanguinetti 69e · Remplaçants · 16 Pombo 58e · 17 Benitez 69e · 18 Inciarte 35e 45e 71e · 19 Ayala 71e · 20 Diana 52e · 21 Ormaechea 63e · 22 Arata 52e · 23 Blengio · Entraîneur · |